# Rhynchothorax voxorinus
Rhynchothorax voxorinus is een zeespin uit de familie Rhynchothoracidae. De soort behoort tot het geslacht Rhynchothorax. Rhynchothorax voxorinus werd in 1966 voor het eerst wetenschappelijk beschreven door Stock. 